# Château d'Issou
 (avril 2017).
Si vous disposez d'ouvrages ou d'articles de référence ou si vous connaissez des sites web de qualité traitant du thème abordé ici, merci de compléter l'article en donnant les références utiles à sa vérifiabilité et en les liant à la section « Notes et références ».

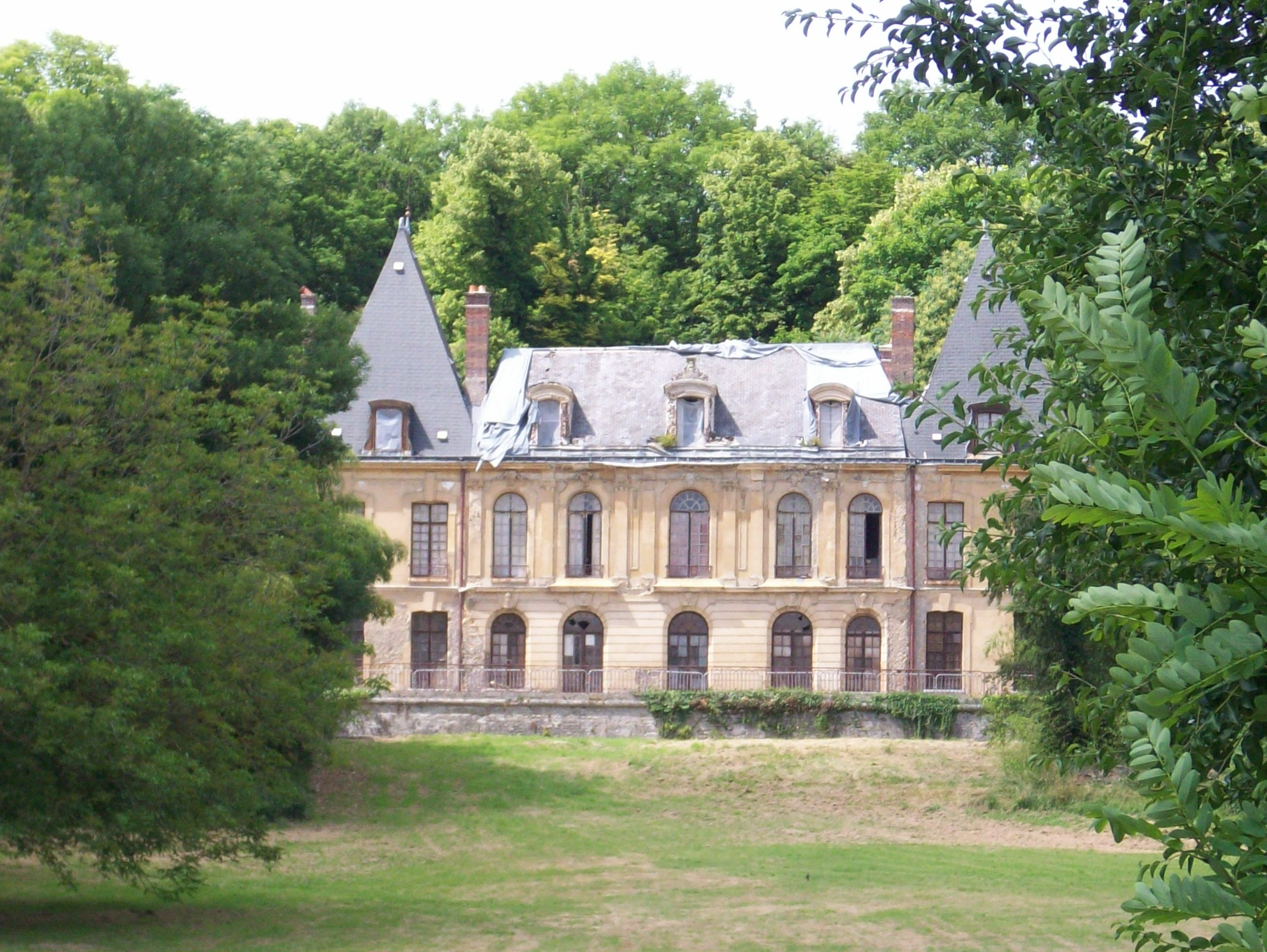
Château d'Issou

Le château d'Issou est situé dans la commune d'Issou (Yvelines). C'est une construction rénovée en 1903 dans le style du XVIIIe siècle. 48° 59′ 30″ N, 1° 47′ 34″ E
Ce château qui appartenait au XIXe siècle à la famille du vicomte De Jean, a subi tout au long de son histoire, de nombreuses mutations successives. Le château d'Issou reçut notamment la marquise de Pompadour qui, selon la légende, aurait laissé sa devise sur le pigeonnier rond : « Horas Non Numero Nisi Serenas » (« je ne compte que les heures sereines »). Une autre légende contestée dit qu'il aurait été offert en 1903 par son dernier propriétaire en cadeau de mariage à sa jeune épouse. Le parc du château, classé par le département des Yvelines (inscrit depuis 1974), s'étend sur onze hectares. Le château, dorénavant propriété de la commune d'Issou, est resté à l'abandon en raison du manque de moyens financiers. Ayant bénéficié de fonds collectés dans le cadre l'opération loto du patrimoine en 2018, il figure maintenant sur la liste des projets de la Fondation du patrimoine, chargée de collecter des dons auprès du public.

## Histoire
Le château médiéval qui occupait cet emplacement fut construit aux environs de l'an 1399. Du manoir féodal qui lui succéda au XVIe siècle, il ne reste quasiment rien hormis les vestiges d'une tour carrée et un colombier rond.
Entre le XVe et le XVIIe siècle, le fief d'Issou appartenait à la famille De Dampont, dont l'un des membres fut gouverneur de Pontoise en 1612. Nicolas de Dampont, dernier descendant sans héritier vendit les terres et le manoir en 1665 à son gendre Charles de Gaillarbois, seigneur de Marcouville. Le fief fut transmis en 1720, contre 160 000 livres, à François-Gédéon de Giffart seigneur de Hanneucourt et de Gargenville, qui le céda pour 70 000 livres à Pierre-François de Seré de Rieux lieutenant des Gardes-françaises, par acte du 3 août 1724. Celui-ci ordonna, peu après son mariage, la construction du château actuel dans le style classique en vigueur à l'époque. Le maitre d'oeuvre pourrait être Jean-Baptiste Leroux, architecte renommé spécialisé dans les hôtels de plaisance auquel Pierre-François de Seré de Rieux confiera plus tard la réalisation de son hôtel particulier, ancienne place Saint Michel à Paris. Il céda le château d'Issou tout juste terminé en 1728 à François-Nicolas Fillion de Villemur, receveur général des finances de Paris.
Le château est ensuite revendu en 1743 à Claude Pierre, marquis de Sabrevois, avant d'être acquis en 1751 par le duc de Bouillon résidant au Château de Montalet sur la même commune. Très introduit à la cour de France, Charles-Godefroy de la Tour d'Auvergne, grand chambellan du roi Louis XV, en fait une résidence très appréciée par divers ambassadeurs ainsi que par Mme de Pompadour. Le château fut de nouveau revendu en 1764 au marquis de Mathan, capitaine des Gardes françaises qui le conservera jusqu'à sa mort en 1790. Sans héritier direct, il passa ensuite par 5 propriétaires successifs avant d'être racheté en 1850 par Mr Boreel de Mauregnault, chambellan du Roi de Hollande. Le château est alors agrandi et surmonté de deux pavillons en 1857. Mis aux enchères en 1865, il est finalement racheté au prix de 227000 francs en 1873 par Gaston-Marcellin Dejean (Vicomte de Jean), qui deviendra maire de la commune d'Issou de 1884 à 1892.
Après le décès du Vicomte, le château d'Issou est acquis en 1903 par Mr et Mme Chaperon alors jeunes mariés qui le firent entièrement rénover. Paul Chaperon y installa l'électricité, encore rare à l'époque, ainsi qu'un atelier de chimie-photographie utilisant le nouveau procédé pelliculaire mis au point par Georges Balagny. En 1904, Mme Chaperon fait l'acquisition du dernier lot d'orangers provenant de l'Hôtel Héron de Moulins. Restés célèbres et d'un poids considérable ils ornent les photographies de l'époque. Durant la Seconde Guerre mondiale, le château fut réquisitionné par les troupes allemandes. Il restera propriété du couple Chaperon jusqu'au décès en 1976 de Marie Chaperon née Thonier-la-Rochelle, qui en fit don à une association avant d'être acquis définitivement par la commune d'Issou.
Le film Camille Claudel y a été tourné en partie en 1987 puis plus récemment Le Pacte des loups, ainsi que de nombreux courts métrages avec notamment Yves Pennay.

## Projet de restauration
Abandonné depuis 1976, le bâtiment est en très mauvais état. Tous les planchers sont effondrés, le toit fuit, les façades sont fissurées et toutes les fenêtres cassées. La municipalité, propriétaire du château, estime à 5 millions d'euros, dont 1,5 million pour assurer la pérennité de la structure, le financement nécessaire à la rénovation.
Le château d'Issou a fait partie des 269 sites retenus pour bénéficier des recettes du Loto du patrimoine de septembre 2018. La mission Stéphane Bern a depuis reversé 50 000 euros à la mairie d'Issou ce qui lui a permis d'installer une bâche étanche et protéger les ouvertures. « Le château est enfin sorti du péril. Nous sommes tranquilles pour dix ans » déclare en 2020 le président de l'Association des amis du château d'Issou, Kevin Conil.